# 스파 (기업)
스파(SPAR, 원래 명칭: DESPAR, DE SPAR)는 독립적으로 소유하고 운영 중인 음식 소매점들을 위해 브랜딩, 공급 및 지원 서비스를 제공하는 네덜란드의 다국적 기업이다. 1932년 네덜란드에서 Adriaan van Well에 의해 설립되었으며 현재 48개국 13,500개점 이상을 구성하고 있다. 이 기업의 이름은 슬로건 "Door Eendrachtig Samenwerken Profiteren Allen Regelmatig"에서 비롯된 것으로 번역하자면 "조화롭게 공동 운영함으로써 주기적으로 얻는 모든 이익"을 의미한다.
본사는 암스테르담에 위치한다. 이 기업은 파트너십 프로그램을 운영하며 대부분의 유럽 국가들과 기타 아시아, 아프리카, 오세아니아 지역들에 존재감이 있다.